# Бугославская, Надежда Владимировна
Надежда Владимировна Бугославская (род. 1967) — советская и российская художница-иллюстратор.
В её послужном списке более 80 проиллюстрированных книг, включая работы для детей.

## Биография
Родилась 2 июня 1967 года в Москве в семье художников — и её отец, и мама занимались детской игрушкой.
В раннем возрасте Надя начала рисовать. Училась в обычной школе и в Московской средней художественной школе (МСХШ, ныне Московский академический художественный лицей Российской академии художеств). Затем в 1991 году окончила Московский художественный институт имени В. И. Сурикова. Училась в мастерской иллюстрации и оформления книги под руководством Б. А. Дехтерёва. Её дипломной работой стала серия иллюстраций к сказке Х. К. Андерсена «Снежная королева».
По окончании института работала в родной Московской средней художественной школе. Одновременно начала работать в сфере книжной иллюстрации. Её пригласили принять участие в оформлении «Энциклопедии для детей» молодого на тот момент издательства «Аванта+». Затем Надежда Бугославская начала сотрудничать с издательством «Армада» (ныне «Альфа-книга»), где главным художником был Ф. В. Домогацкий (1945—2013). Для «Армады» художница оформила серию «Великие сыщики», включая иллюстрации к произведениям Артура Конан-Дойля, Агаты Кристи и Жоржа Сименона.
В 2001 году Бугославская уволилась из МСХШ, став свободной художницей. В этот момент издательство «Дрофа» предложило ей подготовить иллюстрации к сборнику стихов Бориса Заходера. После этого начался период сотрудничества с издательством «Эксмо», где она впервые начала иллюстрировать детские книги, первой из них стала книга «Стихи и песенки Матушки Гусыни», выполненная в 2005 году. После этого с издательством «Эксмо» вышли ещё две, ею иллюстрированные книги: сборники стихов Сергея Михалкова и Бориса Заходера. Не прекращала Бугославская и иллюстрирование другой художественной литературы.
Следующим заказом для художницы-иллюстратора было предложение издательства «АСТ» предложило художнице сделать иллюстрации к серии книг Астрид Линдгрен про Пеппи Длинныйчулок. В результате были опубликованы три книги: «Пеппи Длинныйчулок поселяется на вилле Курица», «Пеппи собирается в путь» и «Пеппи в стране Веселии», где Надежда Бугославская применила новую для себя технику коллажа. Продолжая свою творческую деятельность по настоящее время, она иллюстрировала «Сказки дядюшки Римуса» Джоэля Харриса (2015 год, издательство «Лабиринт») и «Тайный Гонец» Марины Бородицкой (2018 год, издательство «Эгмонт»). Обе эти книги представляли Россию на Биеннале иллюстрации в Братиславе в 2017 и 2019 годах, где Надежда Владимировна принимала участие в их симпозиумах в качестве спикера.
С 2019 года она начала сотрудничество с издательством «Махаон» (входит в издательскую группу «Азбука-Аттикус»). Живёт и работает в Москве, участвует в выставках.

## Труды
Некоторые произведения для детей:
- 2006 год — Стихи и песенки матушки Гусыни (ил. Бугославская Н. В.). Сер. Страна сказок. М., Эксмо, 2006, 80 с.
- 2007 год — Хармс Д. И. Иван Иваныч Самовар (ил. Бугославская Н. В.). М., Эксмо, 2007, 48 с.; Энциклопедия для детей. Том 1. Всемирная история (ил. Андрианов В., Афанасьев Алексей, Брызгалов М., Горелик М., Бугославская Н. В.). Сер. Энциклопедия для детей. М., Аванта+, 2007, 688 с.
- 2008 год — Грехнева Г. М., Корепова К. Е. Литературное чтение. Родное слово. 1 класс. В 2 частях. Часть 2 (ил. Барвенко О. В., Корчемкина Т. В., Трегубова Е. Г., Бугославская Н. В.). Сер. Чтение и литература. М., Дрофа, 2008, 78 с.; Малышева Н. К. Секреты английских звуков (ил. Бугославская Н. В.). Сер. Английский язык. М., Дрофа, 2006, 64 с.; Михалков С. В. Мы с приятелем (ил. Бугославская Н. В.). Сер. Мои любимые стихи. М., Эксмо, 2008, 144 с.; Михалков С. В. Стихи (ил. Бугославская Н. В.). Сер. Стихи и сказки для детей (Подарочные издания). М., Эксмо, 2008, 144 с.; Тикунова Л. И., Игнатьева Т. В. Диктанты и творческие работы по русскому языку. 1 класс (ил. Бугославская Н. В.). Сер. Русский язык. М., Дрофа, 2008, 128 с.
- 2010 год — Безуглова Е. В. Спиши и посчитай. 2 класс (ил. Бугославская Н. В.). Сер. У нас каникулы! М., Дрофа, 2010, 32 с.; Керн Л. Е. Послушай-ка, слон… (ил. Бугославская Н. В.). Сер. Сказочные повести. М., Махаон, 2010, 208 с.; Тарасов Е. Ф., Дронов В. В., Ощепкова Е. С. Ассоциативный словарик русского языка. Представляю и понимаю (ил. Бугославская Н. В.). Сер. Мой первый словарик русского языка. М., Дрофа, 2010, 192 с.
- 2011 год — Заходер Б. В. Кит и кот (ил. Бугославская Н. В.). Сер. Золотые кубики. М., Эксмо, 2011, 44 с.; Линдгрен Астрид. Пеппи Длинныйчулок поселяется на вилле «Курица» (ил. Бугославская Н. В.). Сер. Пеппи Длинныйчулок. М., Астрель, 2011, 128 с.; Митюшина Л. Д., Хамраева Е. А. Азбука. 1 класс. Для школ с родным (нерусским) и русским (неродным) языком обучения (ил. Бугославская Н. В.). Сер. Учим русский язык. М., Дрофа, 2011, 176 с.; Хармс Д. И. Летят по небу шарики… Стихи, рассказы, занимательные истории (ил. Бугославская Н. В.). Сер. Библиотека детской классики. М., Махаон, 2011, 144 с.
- 2012 год — Линдгрен Астрид. Пеппи Длинныйчулок в стране Веселии (ил. Бугославская Н. В.). Сер. Пеппи Длинныйчулок. М., Астрель, 2012, 128 с.; Чапек Карел. Сказки и веселые истории (ил. Бугославская Н. В.). Сер. Классное Внеклассное Чтение. М., Махаон, 2012, 208 с.
- 2013 год — Гераскина Л. Б. В Стране невыученных уроков. Волшебное происшествие (ил. Бугославская Н. В.). Сер. Сказочные повести. М., Махаон, 2013, 160 с.; Заходер Б. В. Бочонок собачонок. Лучшие стихи (ил. Бугославская Н. В.). Сер. Книги — мои друзья. М., Эксмо, 2013, 96 с.; Линдгрен Астрид. Пеппи Длинныйчулок поселяется на вилле «Курица» (ил. Бугославская, Н.В.). М., АСТ, 2013, 129 с.; Линдгрен Астрид. Пеппи Длинныйчулок собирается в путь (ил. Бугославская, Н.В.). Сер. Пеппи Длинныйчулок. М., Астрель, 2013, 144 с.; Лучшие произведения для детей 4-7 лет (ил. Соколов Е., Артюх А., Чуплыгина Л., Данилова Ольга; Бугославская Н. В.). Сер. Библиотека домашнего чтения. М., Оникс, 2013, 256 с.; Маяковский В. В. Что ни страница — то слон, то львица (ил. Бугославская Н. В.). М., Оникс, 2013, 20 с.; Маяковский В. В. Что такое хорошо и что такое плохо (ил. Бугославская Н. В.). Сер. Библиотечка детской классики. М., Оникс, 2013, 64 с.; Стихи и песенки матушки Гусыни (ил. Бугославская Н. В.). Сер. Страна сказок. М., Эксмо, 2013, 80 с.
- 2014 год — Блайтон Э. М. Проделки волшебного кресла (ил. Бугославская, Н.В.). Сер. Город чудес. М., Махаон, 2014, 224 с.; Булычев Кир. Путешествие Алисы (ил. Бугославская, Н.В.). Сер. Самые лучшие девочки. М., АСТ, 2014, 272 с.; Самойлов Д. С. Слоненок пошёл учиться (ил. Бугославская, Н.В.). Сер. Открой книгу! М., Лабиринт, 2014, 112 с.; Шалев Меир. Дедушкин дождь и другие удивительные истории (ил. Бугославская, Н.В.). Сер. Кешет/Радуга. М., Текст, 2014, 56 с.
- 2015 год — Алешковский Юз. Кыш и Двапортфеля (ил. Бугославская, Н.В.). Сер. Иллюстрированное чтение. М., АСТ, 2015, 206 с.; Драгунская К. В. Лекарство от послушности (ил. Бугославская, Н.В.). Сер. Веселая компания. М., Махаон, 2015, 128 с.; Маршак С. Я. Весёлые стихи и умные сказки. Стихи, сказки-пьесы, повесть в стихах (обл. и ил. Бугославская, Н.В.). Сер. Книга детства. М., АСТ, 2015, 228 с.; Хармс Д. И. Большая книга стихов, сказок и веселых историй (ил. Бугославская, Н.В.). Сер. Большая книга. М., Махаон, 2015, 208 с.; Шварц Е. Л. Сказка о потерянном времени (ил. Бугославская, Н.В.). Сер. Библиотека детской классики. М., Махаон, 2015, 78 с.
- 2016 год — Алешковский Юз. Кыш и Двапортфеля (ил. Бугославская, Н.В.). Сер. Самые настоящие мальчишки. М., АСТ, 2016, 216 с.; Георгиев С. Г. Как Санька стал большим (ил. Бугославская, Н.В.). Сер. Весёлые книжки. М., Махаон, 2016, 112 с.; Лучшие стихи, сказки, рассказы для мальчиков (ил. Булатов Э. В., Бордюг С. И., Трепенок Н. А., Халилова А., Мазурин Г. А., Бугославская Н. В., Олейников И. Ю.). Сер. Моя книжка. М., АСТ, 2016, 160 с.
- 2017 год — Барто А. Л., Чуковский К. И., Михалков С. В. Любимые стихи, сказки, рассказы для девочек (ил. Запесочная Е. А.; Бугославская Н. В.; Цыганков И. А.). Сер. Моя книжка. М., АСТ, 2017, 160 с.; Михалков С. В. Весёлые стихи (ил. Бугославская, Н.В.). Сер. Любимая книжка. М., АСТ, 2017, 128 с.
- 2018 год — Рыбаков А. Н. Кортик. Повесть (ил. Бугославская Н. В.). Сер. Самые настоящие мальчишки. М., АСТ, 2018, 288 с.; Успенский Э. Н. Следствие ведут Колобки. Сказочные детективные истории (ил. Бугославская Н. В.). Сер. Любимые истории для детей. М., АСТ, 2018, 200 с.